# Chaenomeles speciosa
Espèce
Classification APG III (2009)
Chaenomeles speciosa, le Cognassier du Japon remarquable, Chénomèle remarquable, Cognassier du Japon à fleurs, est une espèce de plantes à fleurs de la famille des Rosacées, originaire de Chine et ayant été importée au Japon vers 1550.
Les horticulteurs utilisent le terme très général de Cognassier du Japon ou de Cognassier à fleurs pour désigner toutes les Chaenomeles horticoles cultivées (C. japonica, C. speciosa, et tous les hybrides entre les Chaenomeles). Pour éviter ces indéterminations, un site d'horticulture a proposé l’appellation de « Cognassier splendide ».
Dans son pays d'origine, désigné en mandarin par 皱皮木瓜 zhòupí mùguā (ou 贴梗海棠,tiēgěng hǎitáng), son fruit est utilisé depuis longtemps en médecine chinoise traditionnelle. Il est aussi cultivé dans les jardins chinois depuis les temps anciens.
Les très nombreux cultivars ornementaux de cette espèce sélectionnés au Japon puis en Europe, pour leur abondante floraison colorée, ont supplanté en jardinerie Chaenomeles japonica moins vigoureux. Ils sont cependant encore vendus sous le nom de « cognassier du Japon ».

## Nomenclature, étymologie
En 1818, le botaniste britannique Robert Sweet (1783-1835) décrivit le premier l’espèce sous le nom de Cydonia speciosa, dans Hortus suburbanus Londinensis 113.
Puis 1929, le botaniste japonais, Takenoshin Nakai (1882-1952) transféra l’espèce dans le genre Chaenomeles.
Le nom de genre Chaenomeles vient du grec χαινωμ chaïnô, « se fendre » et de μηλις mêlis, « pommier ». Le créateur du genre Chaenomeles, le botaniste britannique, John Lindley, croyait que le fruit éclatait en cinq divisions, sur la foi de la première description donnée en langue occidentale par Carl Peter Thunberg, en 1784.  Or Thunberg dit simplement que le fruit du Pyrus japonica a cinq « valves » (carpelles).
En fait, le fruit ne s’ouvre pas.
L’épithète spécifique speciosa vient du latin speciosus, -a, -um « beau, de bel aspect ».

## Description
- Forme sauvage de Chine

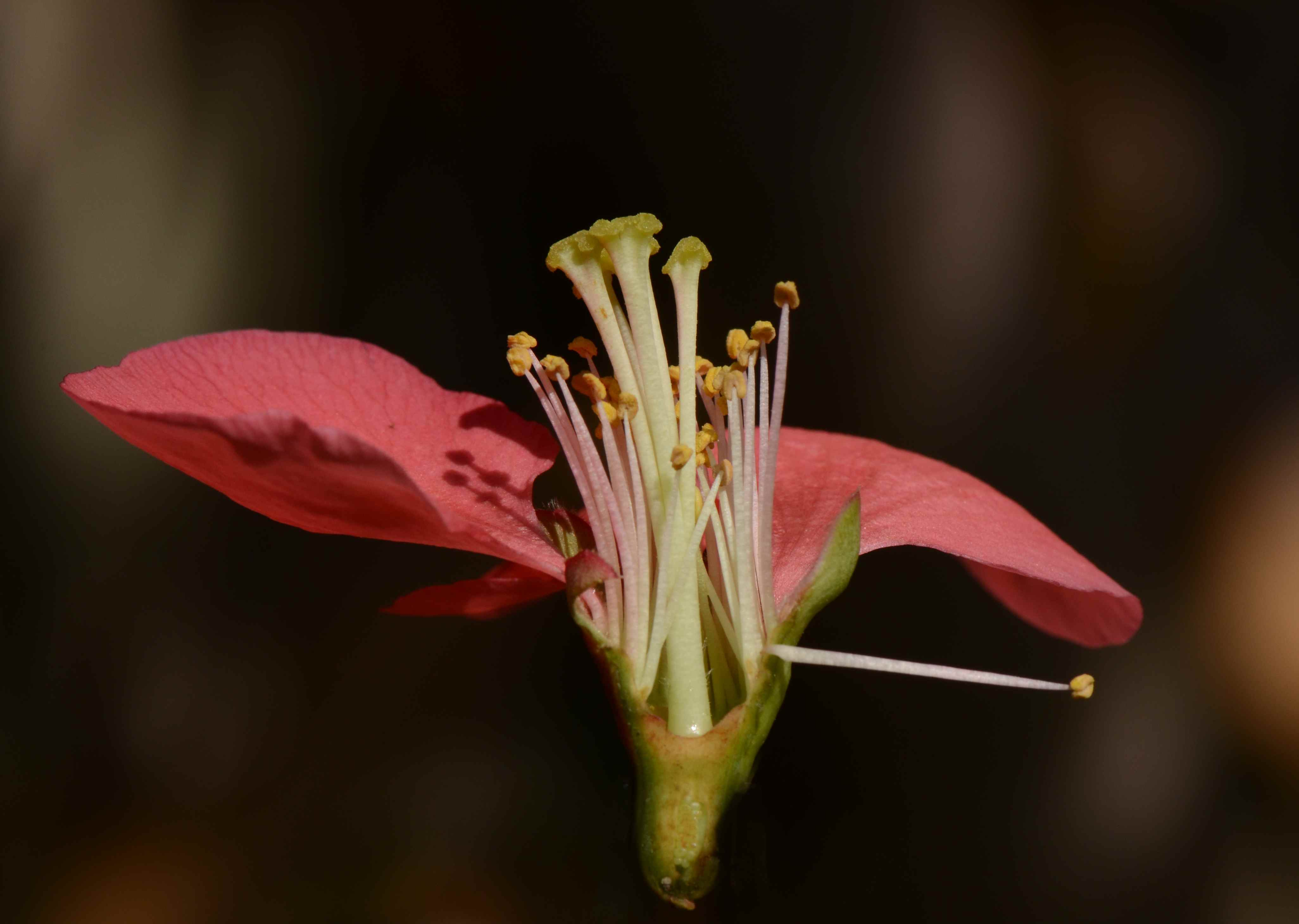
Section d'une fleur de Chaenomeles, ovaire infère; au centre, les 5 styles soudés sur 1/3; deux verticilles d'étamines.

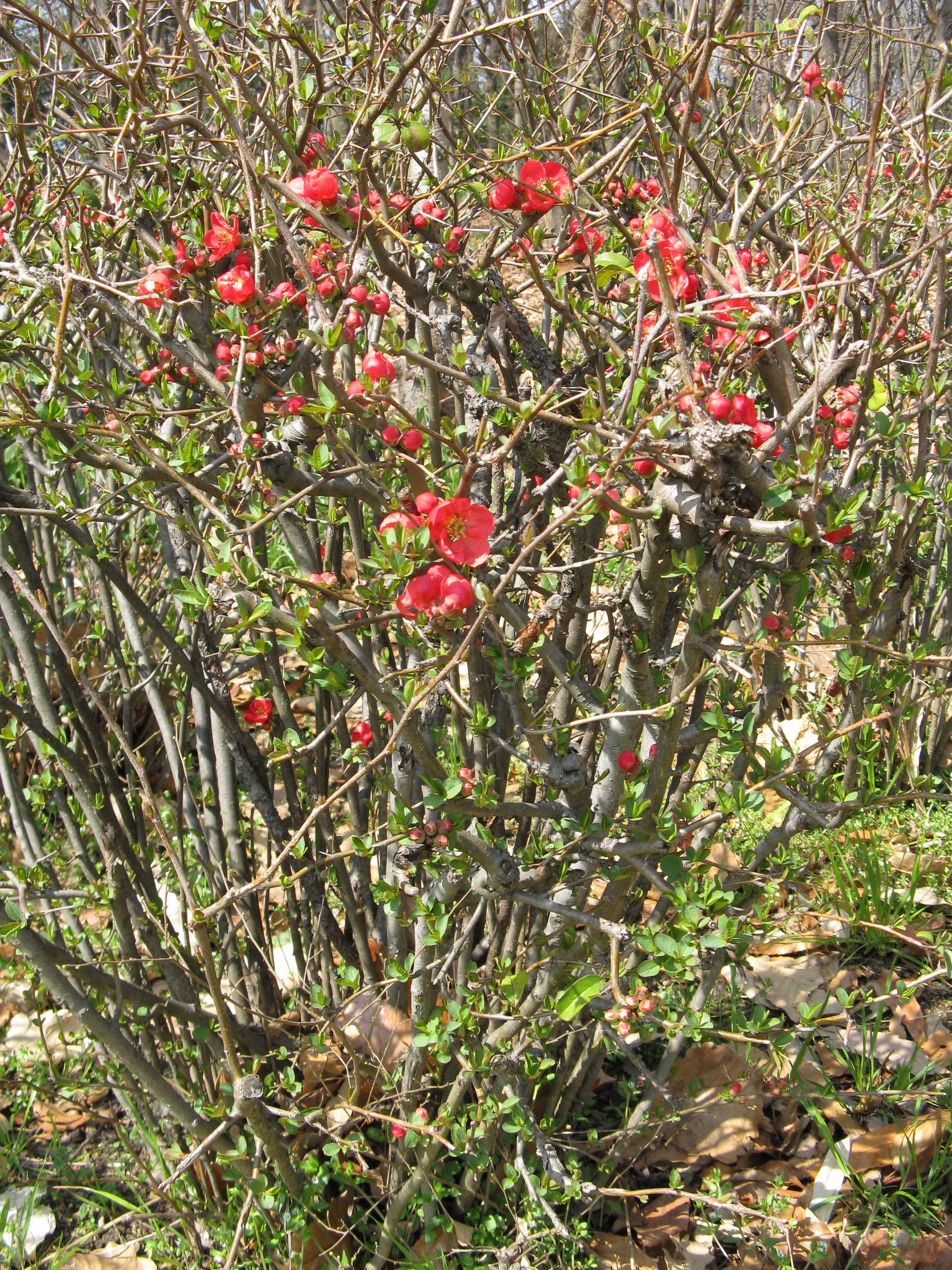
Chaenomeles speciosa (Osaka-fu, Japon).

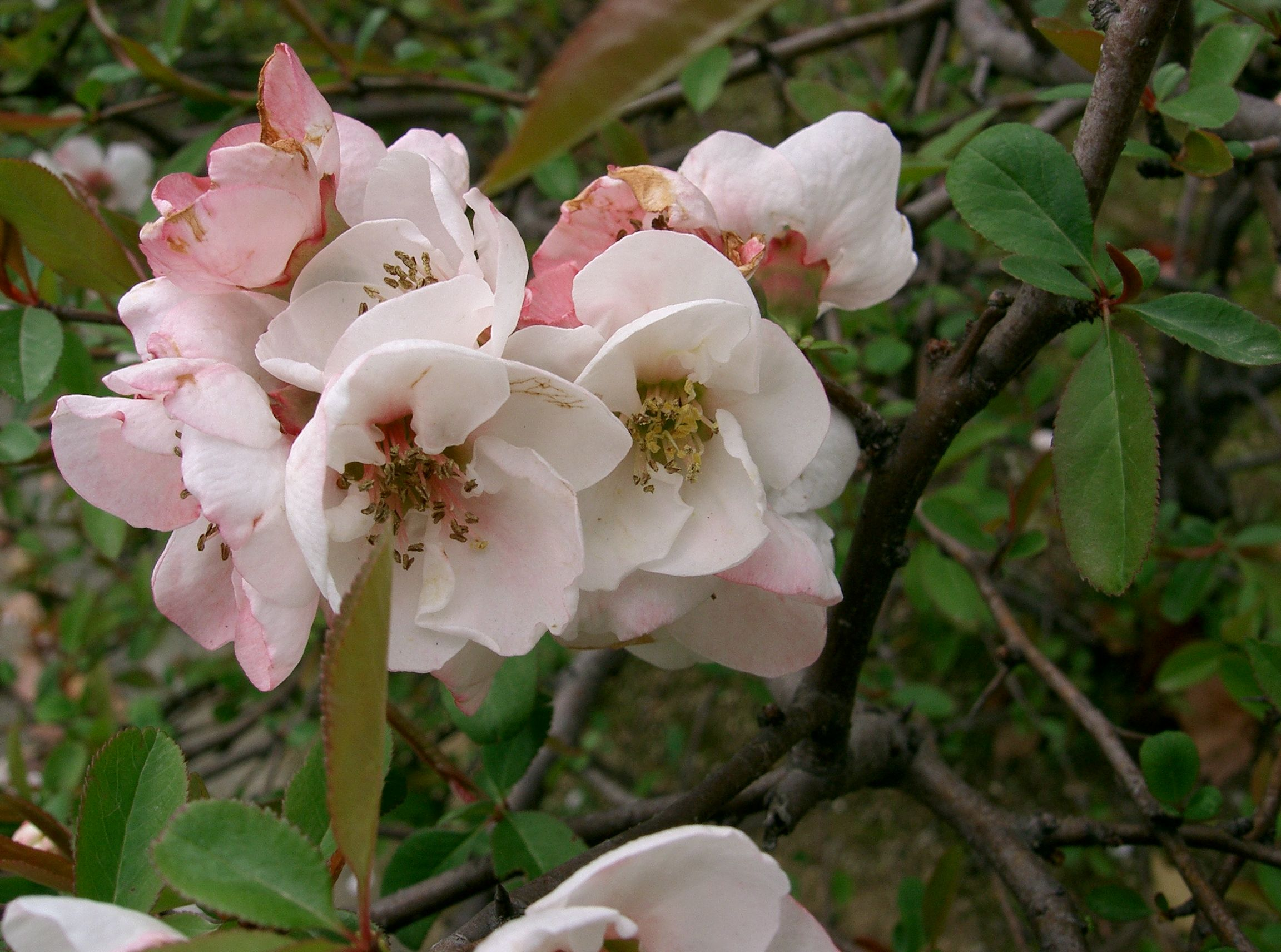
Chaenomeles speciosa (Osaka-fu, Japon).

Chaenomeles speciosa est un arbuste épineux de 2-3 mètres de haut, donc plus grand que C. japonica qui se situe autour de 1 mètre (dans sa forme sauvage).
Les stipules réniformes ou suborbiculaires sont assez grandes puisqu'elles font de 5 à 10 mm.
Les feuilles caduques, elliptiques à lancéolées (donc plus étroites que celles de C. japonica), de 3-9 × 1,5-5 cm, sont portées par un pétiole de 1 cm. La base est cunée et la marge est serrulée.
Les fleurs précoces font 3-5 cm de diamètre. Portées par un pédicelle très court voire absent, elles sont groupées par 3-5 en fascicules sur les rameaux de l'année passée.
Elles sont rouge écarlate, parfois roses ou blanches. Les 5 sépales sont érigés, suborbiculaires. Les 5 pétales entourent 40 à 50 étamines, deux fois plus courtes que les pétales. Les 5 styles sont soudés à la base et à peu près aussi longs que les étamines.
La pollinisation entomogame est principalement effectuée par les abeilles domestiques et les bourdons.
Le "faux-fruit" pommacé fait 4-6 cm de diamètre (plus gros que celui de C. japonica). Il est très odorant, de couleur jaune ou vert jaunâtre.
- Cultivars

Chaenomeles speciosa a été importée de Chine au Japon vers 1550 où les horticulteurs sélectionnèrent des cultivars aux fleurs éclatantes. Ils créèrent aussi des cultivars d'hybrides avec l'espèce endémique du Japon C. japonica.
L'espèce Chaenomeles speciosa fut importée en Europe, par Joseph Banks, via l'Angleterre, en 1796. À l'époque Banks avait cru importer C. japonica qui venait d'être décrite par Thunberg sous le nom de Pyrus japonica et que les botanistes ne distinguaient pas de C. speciosa. En 1815, Loiseleur-Deslongchamps se rendant compte que deux espèces différentes d'arbustes étaient décrites sous le même nom de Pyrus (Cydonia) japonica, proposa d'appeler l'espèce chinoise Cydonia lagenaria. Cependant, en raison d'une erreur de synonymie, ce nom ne fut pas adopté. Le nom actuel Chaenomeles speciosa fut donné par Nakai en 1929, sur la base de Cydonia speciosa Sweet.
L'étude des marqueurs génétiques et des caractères morphologiques sur des populations de Chaenomeles a permis de distinguer fermement Chaenomeles japonica des espèces chinoises C. speciosa, cathayensis, thibetica.
Le groupe Superba ou Chaenomeles ×superba (Frahm) Rehder 1920 est issu d'un hybride C. japonica × C. speciosa obtenu vers 1900 par G. Frahm dans une pépinière allemande. Il porte des rameaux épineux et des fleurs de 3 à 5 cm de diamètre. Cet hybride est généralement nommé par les horticulteurs « Cognassier à fleurs » ou « Cognassier 'Superbe' » ou « Cognassier du Japon ». De nombreux cultivars en ont été tirés, comme des cultivars à floraison rouge ('Boule de Feu', 'Crimson and Gold', 'Elly Mossel', 'Etna' etc.), orange ('Clementine', 'Coral Sea'), rose ('Pink Lady', 'Pink Trail'), saumon ('Cameo' double), blanc ('Jet Trail', 'Kinshiden' vert double)

## Distribution
Selon POWO, C. speciosa croît naturellement en Chine (Fujian, Gansu, Guangdong, Guizhou, Hubei, Jiangsu, Shaanxi, Sichuan, Tibet, Yunnan).
Cette espèce chinoise a été introduite et s'est naturalisée dans les pays suivants: France Allemagne Grande-Bretagne, Pays Baltes, Pologne Portugal Roumanie Espagne Suisse, Biélorussie, Himalaya oriental, Japon, Corée, Mexique Sud-Est, Nouvelle-Zélande,   Ukraine, États-Unis.
Les nombreux cultivars ornementaux sélectionnés par les horticulteurs sont cultivés en Asie tempérée, Europe et Amérique du nord.

## Usages
- Ornemental

Les cultivars de C. speciosa sont des arbustes touffus et vigoureux qui peuvent être plantés isolés ou en haie. Ils sont rustiques (jusqu'à -20 °C) et apprécient le soleil ou la mi-ombre.
- Médicinal

En mandarin, mùguā 木瓜 désigne soit les arbustes du genre Chaenomeles, originaire des régions tempérées de Chine soit la papaye, le fruit du papayer (Carica papaya), originaire du Mexique. La confusion n'est pas rare.
Suivant la pharmacopée chinoise mùguā 木瓜  (Fructus chaenomeles), le fruit du cognassier à fleurs, possède les fonctions et les indications suivantes :
Fonctions :
- « disperse le vent et l'humidité[N 4], régule l'estomac et améliore la digestion »
- « active la circulation du qi et du sang, relaxe les muscles et les tendons »
- « antirhumatismal, antispasmodique ».

Indications :
- « douleur rhumatismale et spasme musculaire »
- « dyspepsie, vomissement, diarrhée »

Il est souvent prescrit en association avec d'autres herbes médicinales. En cas de crampes musculaires, il est combiné avec Dang-gui et Bai-shao-yao.
Affinités : foie, rate.
La Commission de Pharmacopée chinoise (2005) le recommande pour le traitement de la polyarthrite rhumatoïde, la prosopalgie (névralgie faciale) et l'hépatite.
L'étude par chromatographie du fruit de C. speciosa a révélé la présence d'acide 3,4-dihydroxybenzoïque, de quercétol, d'ester méthylique d'acide 3-hydroxybutanedioique, d'acide oléanolique etc. Les deux premiers constituants sont des polyphénols qui possèdent une activité antioxydante significative, mesurée par le piégeage des radicaux libres à l'aide du DPPH•.

## Synonymes
- (=) Chaenomeles lagenaria auct.
- (≡) Cydonia speciosa Sweet (basionyme)